# Suris
Suris ist eine Ortschaft und eine ehemalige französische Gemeinde mit 235 Einwohnern (Stand 1. Januar 2022) im Département Charente in der Region Nouvelle-Aquitaine (vor 2016 Poitou-Charentes). Sie gehörte zum Arrondissement Confolens und zum Kanton Charente-Vienne. Die Einwohner werden Surisiens genannt.
Mit Wirkung vom 1. Januar 2019 wurden die ehemaligen Gemeinden Roumazières-Loubert, Genouillac, Mazières, La Péruse und Suris zur Commune nouvelle Terres-de-Haute-Charente zusammengelegt und haben in der neuen Gemeinde den Status einer Commune déléguée. Der Verwaltungssitz befindet sich im Ort Roumazières-Loubert.

## Geographie
Suris liegt etwa 44 Kilometer nordöstlich von Angoulême an der Charente und wird umgeben von den Nachorten La Péruse im Norden, Exideuil-sur-Vienne im Nordosten, Saint-Quentin-sur-Charente im Osten und Südosten, Lésignac-Durand im Süden, Genouillac im Westen sowie Saint-Maurice-des-Lions im Westen und Nordwesten.

## Bevölkerungsentwicklung
| Jahr                       | 1793 | 1856 | 1901 | 1962 | 1968 | 1975 | 1982 | 1990 | 1999 | 2006 | 2018 |
| Einwohner                  | 643  | 745  | 610  | 407  | 365  | 329  | 311  | 285  | 272  | 273  | 250  |
| Quellen: Cassini und INSEE |      |      |      |      |      |      |      |      |      |      |      |

## Sehenswürdigkeiten
- Kirche Saint-Genis aus dem 13. Jahrhundert, seit 1994 Monument historique
- Kapelle Saint-Jean-Baptiste in Berodeix, ehemaliges Haus des Tempelritterordens aus dem 12. Jahrhundert

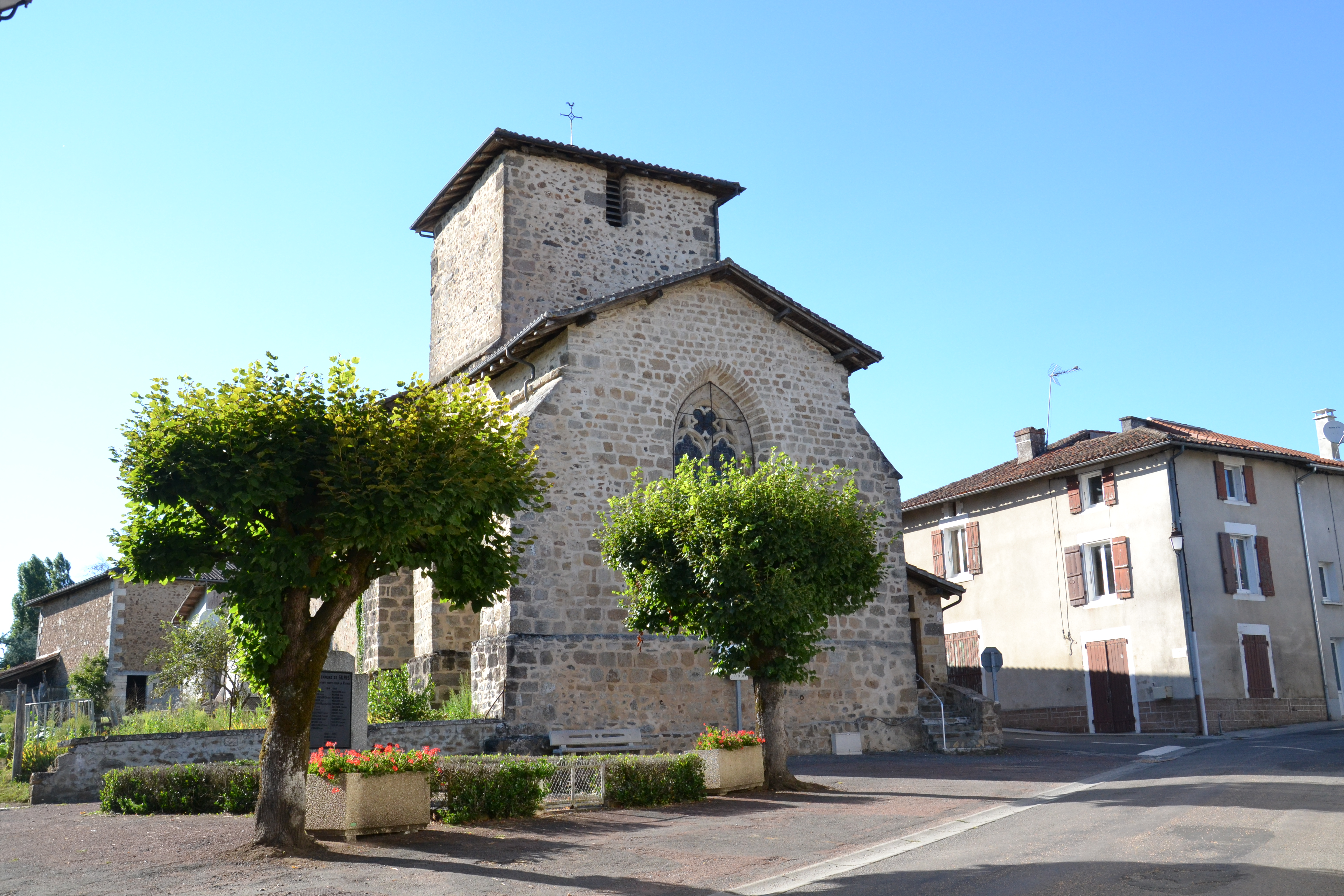
Kirche Saint-Genis